# Route d'Ouïmon
La route d'Ouïmon (en russe : Уймонский тракт), est un ensemble de trois routes reliant la route fédérale R-256 à Tioungour en desservant la moitiée occidentale de la république de l'Altaï. Elle commence à Touïekta, et se fait appeler route régionale 84K-132 jusqu'à Iabogan, puis 84K-121 jusqu'à Talda, et enfin 84K-134 jusqu'à Tioungour. La route est longue de 273 km, et dessert des localités du raïon d'Ongoudaï, du raïon d'Oust-Kan et du raïon d'Oust-Koksa.

## Désignation
La route d'Ouïmon était connu jusqu'aux années 2010 comme la route régionale R-373. Mais depuis 2018, la route est divisée en trois routes régionales, qui sont les suivantes,:
- La route régionale 84K-132 de Touïekta (R256) à Iabogan ;
- La route régionale 84K-121 de Iabogan à Talda. À noter que la 84K-121 n'est pas qu'un tronçon de la route d'Ouïmon, mais est une route allant de Tcherga à Karagaïa, au niveau de la frontière avec le Kazakhstan en direction de Ridder (il n'y a pas de douanes, le projet vers le Kazakhstan n'est pas réalisée pour le moment[3]);
- La route régionale 84K-134 de Talda à Tioungour.

## Description

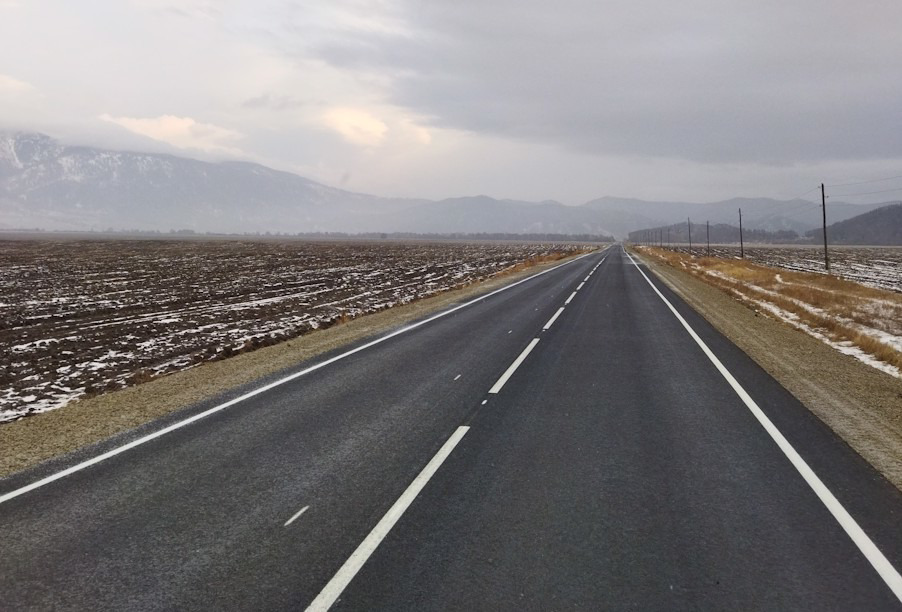
Route dans la steppe d'Ouïmon.

La route d'Ouïmon, nom le plus utilisé,,, est longue de 273 km de Touïekta à Tioungour. Quatre kilomètres peuvent être possiblement ajoutés jusqu'au village voisin de Koutcherla en face de Tioungour, mais la route est traditionnellement limitée à Tioungour,. La route traverse trois raïons : les raïon d'Ongoudaï, raïon d'Oust-Kan et raïon d'Oust-Koksa, trois raïons de la partie occidentale de la république de l'Altaï.
Elle commence au  611e km de la route fédérale R-256 à Touïekta, et traverse d'abord la steppe sèche de la vallée de la rivière Oursoul. L'itinéraire passe alors entre les monts de la Teretka (au sud) et ceux de la Séma (au nord). La route prend progressivement de l'altitude, et les forêts prennent la place de la steppe. Mais une fois le col de Iabogan/Aïalou (il a deux noms) descendu, la route entre dès Iabogan dans la steppe de Kan. Elle traverse Oust-Kan, le centre administratif du raïon. Alors que la route était jusque-là direction ouest, elle tourne brusquement vers le sud-est, se retrouvant à longer les monts de la Terekta, chose qu'elle fait jusqu'à la fin de l'itinéraire,.
Dès Oust-Kan, elle longe le Tcharych puis son affluent le Kyrlyk. Elle passe ensuite le col de Kyrlyk, où se rejoignent les monts Korgon (à l'ouest) et de la Terekta (à l'est). La route descend ensuite le long de la rivière Abaï puis la rivière Koksa. La route franchit plusieurs boms, et gorges serrées, ainsi que col Gromotoukha. Le col de Gromotoukha, à cause de configuration, peut se révéler dangereux, et il est le passage le plus dangereux de toute la route. La route arrive ensuite à Oust-Koksa, et s'ouvre alors la steppe d'Ouïmon, un des plus grands bassins de l'Altaï, et traverse d'ouest en est la steppe, en longeant sur la rive gauche la Katoun. Elle finit ses derniers kilomètres dans une vallée plus étroite, pour arriver à Tioungour,.
La qualité de la route peut se révéler mauvaise par endroit. Même si elle semble lisse, avec peu de trous, l'asphalte est fait de petites vagues.

## Itinéraire
Itinéraire de la route : 
- 0 km — 611e km de la route fédérale R-256 à Touïekta
- 0,595 km — Pont sur la rivière Touïekta
- 0,660 km — Neftebaza
- 6,3 km — Pont sur la rivière Talda à Talda
- 7,4 km — Chiba
- 13,3 km — Tenga
- 15 km — 84K-99 vers Oziornoïe
- 15,2 km — Pont sur la rivière Tenga
- 20,2 km — Kara-Koby
- 25,8 km — 84K-17 vers Ielo et Karlyk
- 28,5 km — Pont sur la rivière Tabotai
- 34,4 km — rivière Dongourlik
- 38 km — Source Kara-Kobek (Tonmok-Suu)
- 38,9 km — rivière Tandioula

- 47,2 km — rivière  Berezok
- 50,2 km — frontière des raïons d'Ongoudaï et d'Oust-Kan
- 51,5 km — rivière Takhoï
- 56,9 km — Col de Iabogan, aussi nommé Aïalou (haut de 1492 m[5])
- 59,2 km — rivière Aïala
- 65 km — pont sur la rivière Iabogan
- 65,5 km — Route vers Verkh-Iabogan
- 67 km — rivière Aïatkan
- 69,7km — Iabogan
- 74,7 km — 84K-121 vers Tcherga (changement de nom de 84K-132 à 84K-121)
- 76,3 km — rivière Aïeratkan
- 79,3 km — Route vers Oro
- 90 km — 84K-96 vers Iakounour et le kraï de l'Altaï
- 93,8km — Oust-Kan
- 95,8 km — 84K-109 vers Korgon
- 100 km — Grotte d'Oust-Kan
- 108 km — 84K-66 vers Mendour-Sokkon
- 108,1 km — Pont sur la rivière Tcharych
- 115 km — Kyrlyk
- 122,6 km — Pont sur la rivière Chiverta inférieur
- 124 km — début du col de Kyrlyk
- 133,7 km — point culminant du col
- 135,1 km — frontière des raïons d'Oust-Kan et d'Oust-Koksa
- 145 km — Sougach
- 146 km — Pont sur la rivière Sougach
- 154,8 km — 84K-121 vers Souzar et Karagaï (changement de nom de 84K-121 à 84K-134)
- 155,8 km — Talda
- 155,8 km — Pont sur la rivière Talda
- 161,5 km — Abaï
- 164,8 km — Route vers Amour (un village)
- 177,1 km — Pont sur la rivière Ioustik
- 177,3 km — Ioustik
- 180 km — rivière Svintovy Klioutch
- 180,6 km — rivière Tvorojnaïa
- 193,9 km — Tiougouriouk
- 195,8 km — Pont sur la rivière Tiougouriouk
- 197,8 km — Sini Iar
- 203,7 km — VlassievoLa route longeant la Koksa près de Vassilievo (vers le fond).

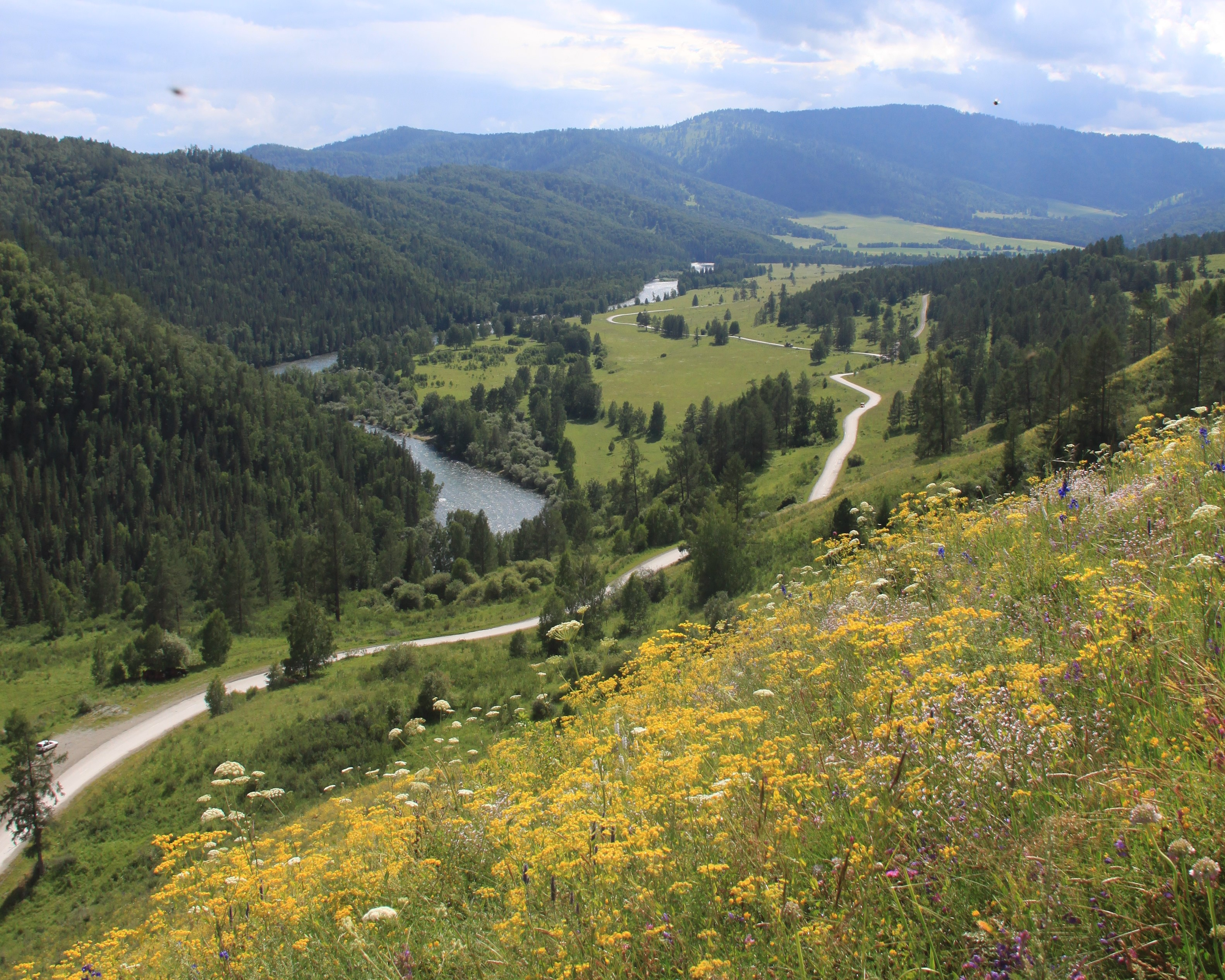
La route longeant la Koksa près de Vassilievo (vers le fond).

- 207,4 km — Col de Gromotoukha (1071 m[4])
- 208,3 km —  Rivière Bolchaïa Gromotoukha
- 209,4 km — Rivière Malaïa Gromotoukha
- 212,2 km — Oust-Koksa
- 212,4 km — 84K-111 vers Beriozovka, Ognevka, Kaïtanak et Maralovodka
- 215,7 km — 84K-7 vers Bachtala, Kastakhta et Kourounda
- 220,8 km — Route vers lers l'aéroport d'Oust-Koksa
- 222,2 km — 84K-39 vers Oktiabrskoïe, Verkh-Ouïmon et Tikhonkaïa.
- 229,8 km — 84K-112 vers Terekta
- 230,4 km — 84K-56 vers Gobrounovo
- 234,4 km — Pont sur la rivière Bolchaïa Terekta
- 237,2 km — 84K-85 vers Tchendek et 84K-69 vers Nijni Ouïmon
- 240,9 km — 84K-39 vers Moulta, Zamoulta et Maralnik-1
- 248,3 km — Ak-Koba
- 261,4 km — Pont sur la rivière Tioply Klioutch
- 261,8 km — Katanda
- 271,9 km — Rivière Kyzyl
- 272,2 km — Tioungour

## Culture locale et patrimoine
Plusieurs lieux d'intérêts se trouvent le long de la route ou dans les villages près. On trouve à Oust-Kan un musée d'histoire locale et la grotte d'Oust-Kan, site archéologique. À Verkh-Ouïmon, un musée est dédié à Nicolas Roerich. Le village de Tioungour a le musée de l'histoire et de la culture du peuple de l'Altaï et son voisin le village de Koutcherla a un centre ethnoculturel-musée. Par ailleurs, certains villages de la steppe d'Ouïmon (Maralnik-1, Tioungour, Koutcherla), sont des lieux de début d'expéditions vers les monts Katoun (lacs de la Moulta, lac Koutcherla, lac d'Akkem, mont Béloukha, etc.),. Les sites des monts Katoun sont regroupés dans la réserve naturelle de Katoun, partie du site classé à l'Unesco des montagnes dorées de l'Altaï.